# Gauche prolétarienne
Die Gauche prolétarienne (‚Proletarische Linke‘) war eine linksradikale, maoistisch orientierte Organisation in Frankreich, die 1968 gegründet wurde und sich 1973 auflöste.

## Gründung
Die Gründung der Gauche prolétarienne (GP) erfolgte im September 1968 unter dem Eindruck der Ereignisse vom Mai 1968 in Frankreich. In großen Teilen der radikalen Linken hatten die wochenlangen Demonstrationen, Streiks und Fabrikbesetzungen den Eindruck erweckt, dass in Frankreich eine revolutionäre Umwälzung der gesellschaftlichen Verhältnisse auf der Tagesordnung stehe. Die GP sah sich selbst als Avantgarde einer solchen Revolution. Ihre Gründer kamen zum einen aus der maoistischen Union des jeunesses communistes marxistes-léninistes, zum anderen aus der antiautoritären Bewegung 22. März. Daraus resultierte eine eigenartige Mischung aus marxistisch-leninistischen und antiautoritären Elementen, die aus einer Fehlinterpretation der chinesischen Kulturrevolution herrührte. Von ihren Rivalen innerhalb der französischen Linken wurden die Anhänger der GP daher als Mao-Spontex (Mao-Spontis) etikettiert.

## Positionen und politische Praxis
Um ihre politischen Ziele zu erreichen, propagierte die GP „in Anwendung der Ideen Mao Tsetungs auf die französische Realität“ den „gewaltsamen Partisanenkampf“ gegen „die Autorität des Staates“. Dementsprechend lehnte die GP den „Legalismus“ der gemäßigten Linksparteien ab und propagierte stattdessen eine „illegalistische Praxis“. Sie setzte dabei zum einen auf militante „Massenaktionen“, zum anderen auf eine im Verborgenen agierende Untergrundorganisation, die sie in Anlehnung an den Widerstand gegen die deutsche Besatzung im Zweiten Weltkrieg Nouvelle Résistance Populaire (NRP) nannte. Gewalttätige Auseinandersetzungen mit der Polizei, Schlägereien mit Vorarbeitern in den Betrieben, gewaltsame Angriffe auf Vorgesetzte, der Diebstahl von Metro-Tickets, die an Arbeiter verteilt wurden, Sabotage-Aktionen unterschiedlicher Art, schließlich die Entführung eines Renault-Managers prägten daher das öffentliche Bild der GP. Das französische Innenministerium schrieb der GP in dem Zeitraum von ihrer Gründung im Herbst 1968 bis zum Mai 1970 insgesamt 82 Anschläge zu.
Mit ihrer Betonung der Illegalität revolutionärer Praxis geriet die GP schon früh in das Fadenkreuz von Polizei und Staatsanwaltschaft. Zahlreiche Festnahmen und Verhaftungen waren die Folge. 1970 wurde die Zeitung der GP La Cause du Peuple mehrfach beschlagnahmt, ihr verantwortlicher Redakteur verhaftet und später zu einer Gefängnisstrafe verurteilt. Im Mai 1970 wurde auch die GP verboten und in die Illegalität abgedrängt. Daraufhin übernahm der renommierte Philosoph Jean-Paul Sartre offiziell die Chefredaktion von La Cause du Peuple und verkaufte die Zeitung zusammen mit seiner Lebensgefährtin Simone de Beauvoir öffentlichkeitswirksam auf den Straßen von Paris.

## Auflösung
Im November 1973 löste sich die Gauche prolétarienne auf. Ihre früheren Mitglieder gingen ganz unterschiedliche Wege. Benny Lévy, die einflussreichste Führungsfigur der GP, wurde Privatsekretär Jean Paul Sartres und entdeckte sein Judentum neu. Alain Geismar kehrte in den Hochschuldienst zurück und schloss sich später dem Parti socialiste an. André Glucksmann wurde unter dem Einfluss von Alexander Solschenizyns Buch Der Archipel Gulag ein scharfer Kritiker des Kommunismus und einer der bekanntesten Vertreter der Neuen Philosophen. Andere einflussreiche GP-Mitglieder wie Serge July beteiligten sich an der Gründung der Tageszeitung Libération.

## Ehemalige Mitglieder
- Alain Geismar
- André Glucksmann
- Serge July
- Benny Lévy
- Judith Miller
- Jean-Claude Milner
- Pierre Overney
- Jean Rolin
- Olivier Rolin
- Daniel Rondeau
- Maren Sell